# ملاعب (ملعب)
ملاعب هي إحدى مشيخات المملكة المغربية، تتبع جغرافيا لإقليم الرشيدية وإداريًا لملعب. يقدر عدد سكانها بـ 5625 نسمة حسب الإحصاء الرسمي للسكان والسكنى لسنة 2004.